# Willi Reich
Pour les articles homonymes, voir Reich (homonymie).
Willi Reich est un musicologue et critique musical autrichien puis suisse né le 27 mai 1898 à Vienne (Autriche) et mort le 1er mai 1980 à Zürich. Il a grandi à Vienne et a vécu en Suisse depuis 1938. Il est surtout connu comme l'auteur de monographies sur les compositeurs de la Seconde école de Vienne.

## Biographie
Willi Reich a obtenu un diplôme en chimie à l'Université technique de Vienne, validant en 1921 une formation d'ingénieur chimiste. Il a ensuite étudié la musicologie à l'Université de Vienne avec Robert Lach, Alfred Orel et Robert Haas et a obtenu son doctorat en 1934 avec une thèse intitulée Padre Martini professeur et théoricien (1934). Il a complété ses études par des cours particuliers avec Alban Berg (1927–1935) et Anton Webern (1936–1938) en solfège et composition et a travaillé dès 1920 comme critique musical pour plusieurs journaux viennois et étrangers.
Sur la suggestion de Berg, dès 1932, il a créé le magazine « 23 » (sous-titrée Eine Wiener Musikzeitschrift), un magazine de musique viennoise qui faisait campagne pour la musique nouvelle et en particulier pour l'école viennoise. Le périodique y publie des textes de Theodor W. Adorno, Karl Krauss et Ernst Krenek. En 1938, après l'Anschluss, ce magazine a été interdit par les nationaux socialistes. La même année, Reich a émigré en Suisse et a vécu comme chercheur musical et écrivain indépendant à Bâle jusqu'en 1947. À partir de 1948, il est critique musical pour la Neue Zürcher Zeitung et travaille de 1959 à 1970 comme maître de conférence en histoire de la musique et en solfège à l'École polytechnique fédérale de Zurich, où il est nommé professeur en 1967. En 1961, il a obtenu la nationalité suisse. En 1968, il a reçu la médaille Hans Georg Nägeli de la ville de Zurich. Il est décédé le 1er mai 1980 à Zurich.
Parmi les travaux les plus importants de Reich, qui sont encore considérés comme fondamentaux aujourd'hui, figurent deux monographies sur Alban Berg, en 1937 et 1963, la première version en collaboration avec Adorno, et deux livres, l'un sur Webern et l'autre sur Arnold Schönberg (1968). Il a également écrit des monographies sur Richard Wagner, Béla Bartók et d'autres compositeurs, souvent sous la forme de témoignages et de documents contemporains. Des exemples en sont les volumes sur Mozart (1948), Bach (1957), Chopin (1959), Haydn (1962), Beethoven (1963), Schumann (1967), Mendelssohn (1970), Schubert (1971) et Brahms (1975), publiés par Manesse Verlag à Zurich. En 1952, il met en scène l'opéra de Schönberg Von heute auf Morgen à Naples, et en 1953, il met en scène Don Pasquale de Donizetti au Stadttheater de Bâle.
Ses archives à la Bibliothèque centrale de Zurich contiennent, entre autres, une riche correspondance avec Hélène Berg, la veuve d'Alban Berg.

## Publications
- Panorama de la musique autrichienne : de Bruckner à Křenek, dans La Revue musicale, mars 1931 (OCLC 843356873).
- La Musique allemande de Bruckner à Strauss, Les Musiciens célèbres, 1946, p. 222-225 (OCLC 842346818)
- L'oreille et l'ouïe dans Revue Ciba no 62, p. 2222-2256, 1947 (OCLC 716405964)
- La voix dans Revue Ciba no 85, p. 2969-3000, 1952 (OCLC 716556171) — avec Richard Luchsinger.
- Alexandre Tcherepnine, dans La Revue musicale no 252, 1962 (OCLC 84043533) — traduction d'Harry Halbreich.
- (de) Alban Berg Leben und Werk, Atlantis, Zürich 1963, Neuauflage, Piper, Munich, 1963[7] (OCLC 937115059).
- Franz Schubert, Correspondances. Textes choisis et présentés par Willi Reich. Préface de Michel Dalberto, 192 pages, Toulouse, Le Pérégrinateur éditeur, 1997.  (ISBN 2-910352-07-2).